# Taghi Akbarneżad
Taghi Akbarneżad (pers. ‏تقی اکبرنژاد‎) – irański zapaśnik w stylu wolnym. Zajął piąte miejsce na mistrzostwach świata w 1991. Zdobył złoty medal na mistrzostwach Azji w 1991 i brązowy w 1989 roku.